# Antiplanes profundicola
Antiplanes profundicola là một loài ốc biển, là động vật thân mềm chân bụng sống ở biển trong họ Turridae.